# Lijst van civil parishes in Merseyside
Onderstaande lijst bevat alle civil parishes in het Engelse ceremoniële graafschap Merseyside.

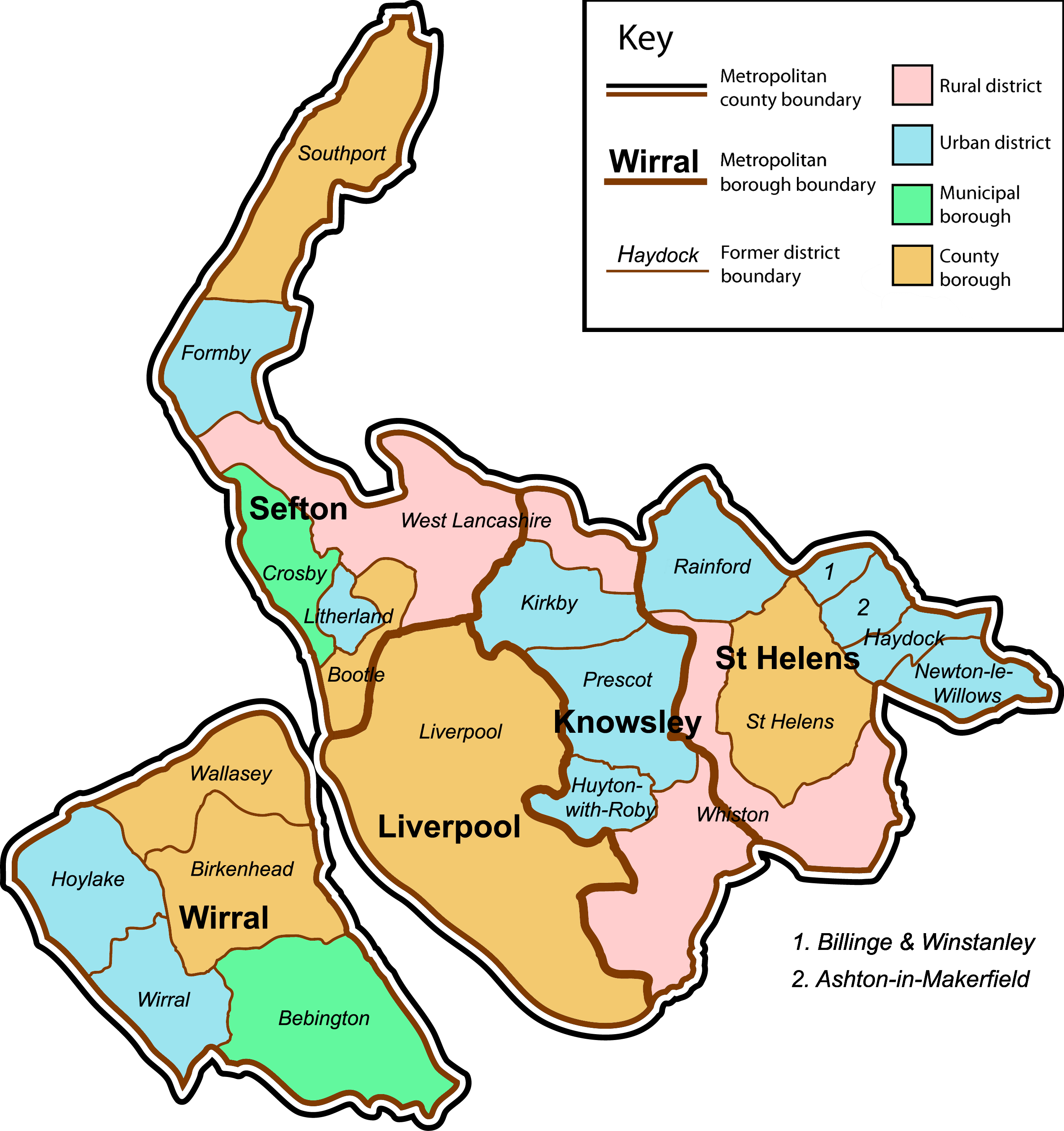

- Aintree
- Billinge Chapel End
- Bold
- Cronton
- Eccleson
- Formby
- Halewood
- Hightown
- Ince Blundell
- Knowley
- Little Altcar
- Lydiate
- Maghull
- Melling
- Prescot
- Rainford
- Rainhill
- Sefton
- Seneley Green
- Tarbock
- Thornton
- Whiston
- Windle